# أنجيلو بيترو
أنجيلو بيترو (19 ديسمبر 1986 بجينك في بلجيكا - ) هو لاعب كرة قدم بلجيكي في مركز الوسط. لعب مع فورتونا سيتارد وتوب أوس.

## وصلات خارجية
- أنجيلو بيترو على موقع قاعدة بيانات كرة القدم.إي يو (الإنجليزية)